# 美国共产党亚拉巴马支部
美国共产党亚拉巴马支部（英語：Alabama Chapter of the Communist Party USA）是美国共产党过去在亚拉巴马州的分支。1928年，该组织在伯明翰成立，最初只有2名成员。在大萧条时期及其后一段时间里，该组织发展迅速，成为最具影响力的南方非裔美国人政治机构之一。后来，该组织因遭到三K党和警察的迫害而被迫转入地下。1951年，该组织在被美国当局取缔后解散。